# Pesé
Pesé es un corregimiento y ciudad cabecera del distrito de Pesé en la provincia de Herrera, República de Panamá. La localidad contaba en el año 2010 con 2,713 habitantes.

## Toponimia
Anteriormente se cree que Pesé proviene del nombre de un cacique o también se tiene la idea que es de un dialecto indígena originario de Panamá, que comúnmente se le atribuye al bastón o palo que las personas en el interior del país usan para batir ya sea el sancocho o cualquiera otra comida hecha en grandes calderos con el uso de leña.

## Historia

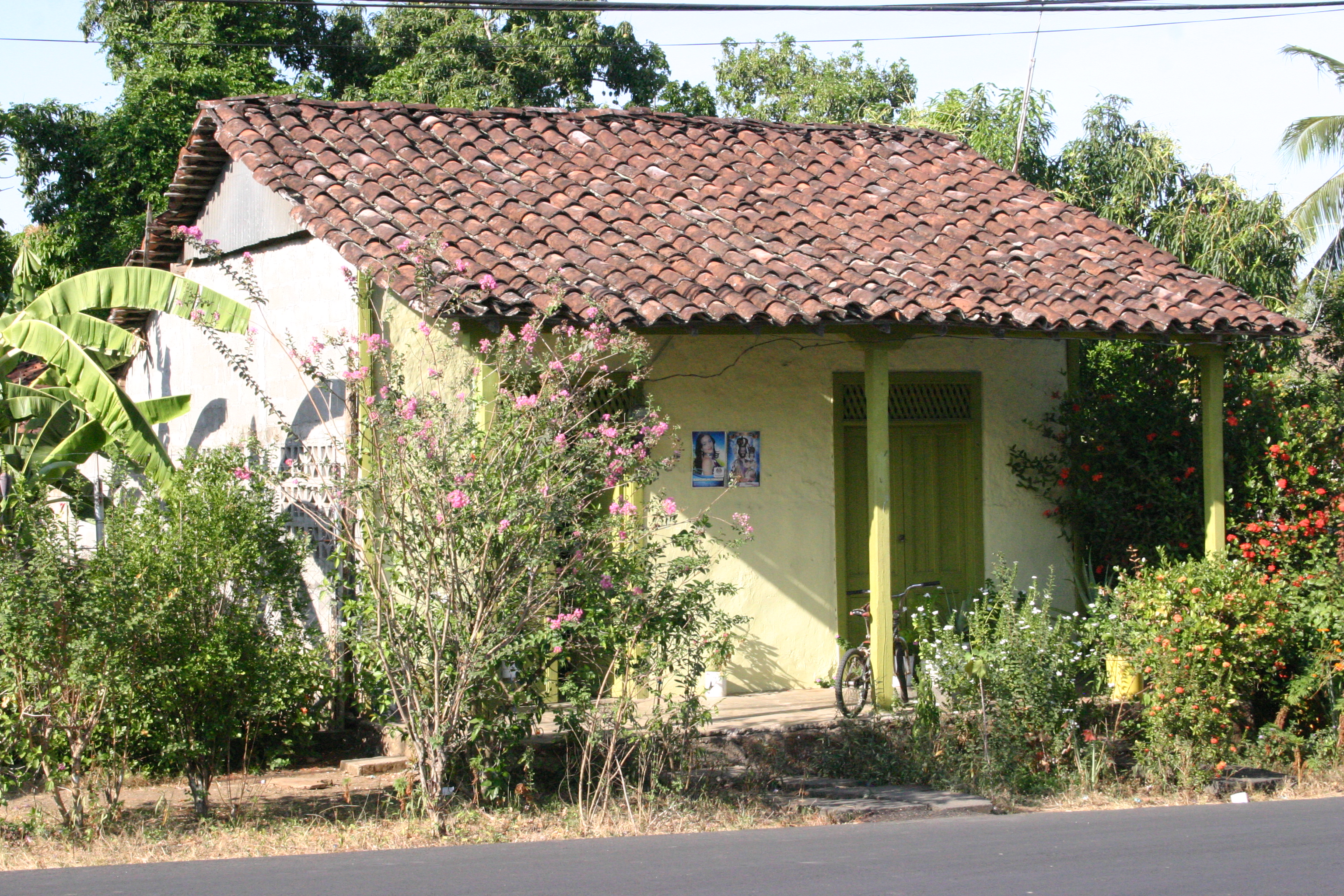
Casa de quincha, típica de esta región.

Pesé es una pequeña ciudad localizada en el distrito homónimo. Anteriormente se cree que Pesé proviene del nombre de un cacique o también se tiene la idea que es de un dialecto indígena originario de Panamá, que comúnmente se le atribuye al bastón o palo que las personas en el interior del país usan para batir ya sea el sancocho o cualquiera otra comida hecha en grandes calderos con el uso de leña.
Pesé tiene gran importancia desde la época de la unión a Colombia, pues se le considera como la primera cabecera de la provincia de Herrera para luego ser trasladada a Chitré por motivos aún desconocidos, aunque se dice que fue por procesos técnicos y políticos de la época.
Según una ley establecida en la República de Panamá, Pesé bajo la denominación de corregimiento cabecera y la jurisprudencia del distrito homónimo queda fundada el 12 de septiembre de 1855.
Pesé es un sitio de encuentro de todos los distritos que conforman la provincia de Herrera, pues tiene conexión con los distritos hermanos de Chitré, Ocú, Los Pozos, Parita, Las Minas y Santa María.

## Geografía física
El corregimiento se extiende sobre un valle que forma parte de la península de Azuero, ubicado en la zona central de Panamá. Según el último censo, el distrito de Pesé cuenta con 12.471 habitantes, de los cuales 2.750 pertenecen a Pesé cabecera.
Pesé se ubica 4 horas en automóvil de la Ciudad de Panamá, a 20 minutos de Chitré y también a 20 minutos de Ocú. Las temperaturas oscilan entre 24 y 35 °C, durante el año.
Existen una cadena de cerros que rodean al distrito, los tres más conocidos son El Común, La Bandera y La Cruz. Estos cerros son de fácil acceso y tienen una vista panorámica del valle de Pesé. El Cerro El Común, se encuentra ubicado a la entrada del valle de Pesé (desde Chitré); El Cerro de La Cruz, al oeste de Pesé; y El Cerro La Bandera, de mayor altitud de los tres, ubicado al suroeste.

### Ubicación
| Noroeste: El Pedregoso | Norte: El Pedregoso | Noreste: El Pájaro                 |
| Oeste: El Pedregoso    |                     | Este: El Pájaro y El Barrero       |
| Suroeste: El Pedregoso | Sur: Sabanagrande   | Sureste: Sabanagrande y Las Cabras |

### Organización territorial
Dentro del área de Pesé se encuentran barriadas y suburbios entre ellos:
- Barriada San Isidro
- Barriada el Mango o San Martín
- Barriada Altos de La Cruz
- Urbanización El Nazareno
- Residencial San José
- Barriada Los Milagros
- Barriada Valle Oriente
- Colonias de Azuero
- Barriada El Edén

## Economía

### Industria
En la ciudad se alberga la empresa Varela Hermanos S.A. fundada en 1908 por el inmigrante José Varela. En donde empezó con la obtención de azúcar para posteriormente y tras la idea de sus hijos la convirtieran en una empresa que elabora bebidas alcohólicas hasta la actualidad.
La empresa tiene la fábrica en el centro de la ciudad y posee también una hacienda llamada Hacienda San Isidro en donde se elabora el alcohol para ser embotellada en la fábrica, esa hacienda está localizada en la periferia de Pesé.
Pesé se basa en la agroindustria, principalmente en el cultivo de caña de azúcar para bebidas alcohólicas y el cultivo de maíz. En Pesé se encuentran importantes empresas como lo son:
- Varela Hermanos S.A
- Alcoholes del Istmo S.A. (Ubicada en Las Cabras.)
- Campos de Pesé S.A. (También ubicada en Las Cabras.)

También se encuentran otras empresas dedicadas a diferentes procesos manufactureros, como lo son:
- AGLOW, dedicada al embotellamiento de agua purificada.
- Ser San Carlos, primera empresa en Panamá en elaborar etanol. (Ubicada en Las Cabras.)

### Turismo
Actualmente Pesé trae consigo un gran crecimiento en el turismo, apoyada por las relaciones existentes que la empresa Varela Hermanos tiene con medios internacionales. Es importante mencionar que el turismo ha crecido pues con la muy popular “Ruta del Ron”, en Pesé ha despertado el desarrollo de diferentes temas turísticos, pues la denominada ruta hace que haya una visita permanente al Museo más conocida como la Casa Colonial de la familia Varela, para luego mediante carretas transportadas por toros guiarlos por el sendero de la ruta hasta llegar a la muy popular Hacienda San Isidro, en donde por diferentes sectores de la misma se muestra el trabajo y proceso de obtención del Seco Herrerano, para luego terminar en el Salón Barriles para catar diferentes tipos de rones y degustar deliciosos platillos.
Uno de los puntos más icónicos e históricos es la Iglesia de San José, cuyo templo data desde 1701 y se mantiene en pie hasta nuestros días. La Iglesia de San José es la sede de la Parroquia que regenta 31 comunidades de todo el distrito. Dentro del templo podemos encontrar el calvario que es una talla proveniente de Quito Ecuador en tiempos de la colonia y data de 1781. Las imágenes del retablo mayor ya han cumplido 150 años y provienen de una fábrica francesa que ya no existe y son piezas únicas que reposan en este templo. La torre es una reconstrucción de 1927 y las columnas y remodelaciones interiores datan de 1979. 
También es importante mencionar que existen diferentes complejos acuáticos como los son: Roka`s Lakes, Centro Acuático Camino Real y el complejo acuático El Pedregoso. En donde desde hace 10 años han ido creciendo en popularidad y aficionados, llegando a hacer importante medios de distracción en el distrito y la ciudad.

### Comercio
Pesé tiene un crecimiento lineal en el sector comercial, pues cuentas con diferentes almacenes de ropa, farmacias, auto repuestos, Talleres Electromecánicos, Talleres de Mecánica, Servicios de Auto Talleres, peluquerías, pizzerías, restaurantes, bancos, tiendas de abastos, tiendas municipales, minisúper y supermercados, al igual que bares, discotecas, lugares de esparcimiento entre otros.

## Cultura
Pesé posee una tradición desde 1954, realizando el drama de la Pasión y muerte de Jesús. Cientos de visitantes de distintos puntos del país acuden año tras año a presenciar este drama. Además de esta celebración se celebran otras como:
- Posadas navideñas (Fiesta: Un Sueño de Navidad Feliz)
- Patronales de San José
- Patronales de Santa Ana
- Festival de La Caña de Azúcar
- Fiestas de Fundación y Fiesta Distrital

## Sitios de interés

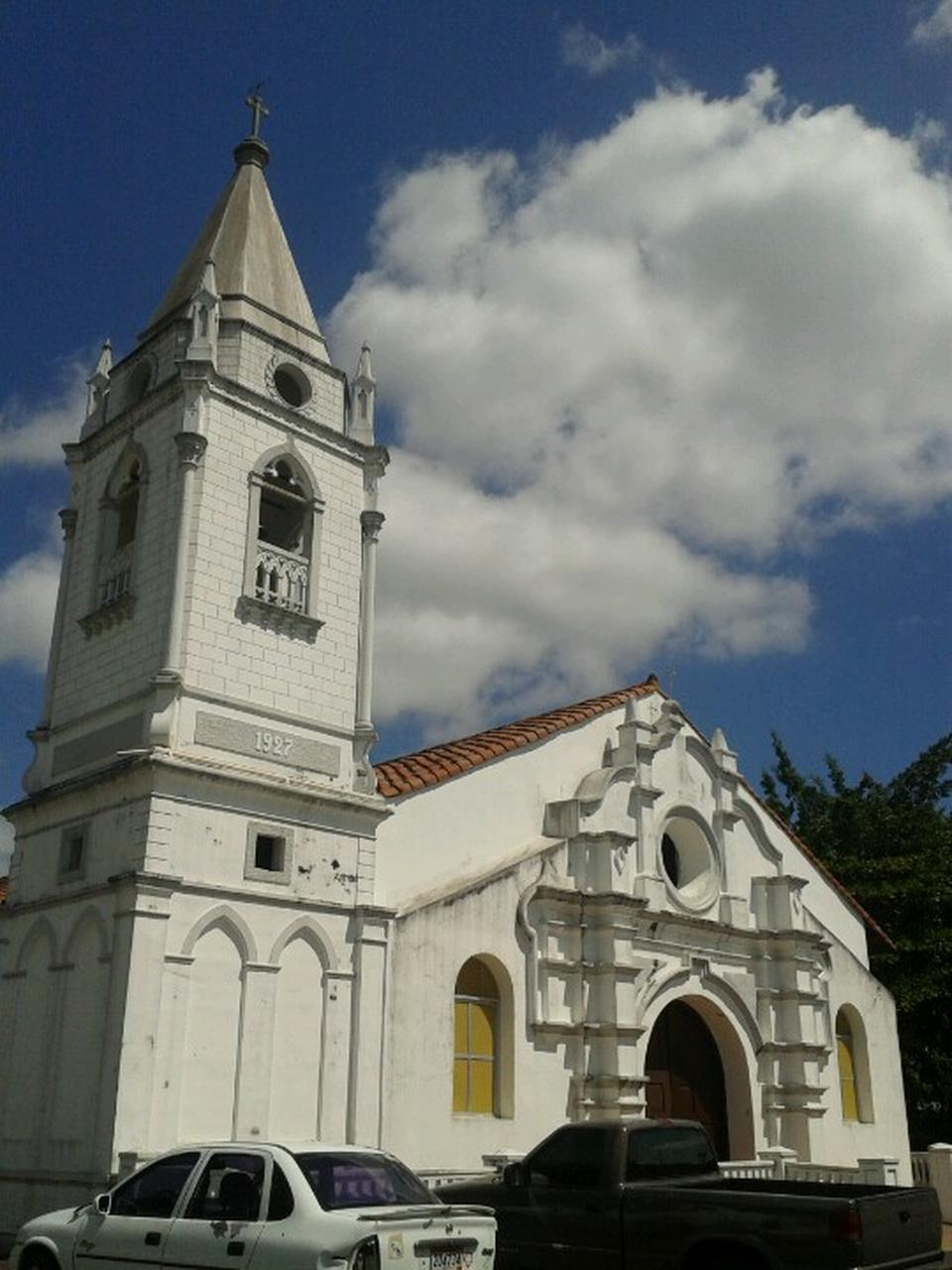
Iglesia de San José de Pesé.

Entre los principales monumentos históricos se encuentran:
- Iglesia de San José de Pesé
- Museo o Casa Colonial de la familia Varela
- Casa Colonial Villa Polonia
- Antigua Destilería Herrerana
- Bodegas de Añejamiento de la Empresa Varela Hermanos

## Educación
En Pesé se encuentran diferentes escuelas en apoyo a la educación y a las artes entre ellas:
- Escuela Primaria Ildaura Vieto fundada en 1946, antes llamada Escuela Mixta de Pesé.
- Centro Juvenil de Artes, en apoyo a la educación cultural y artística de la juventud peseense.
- Centro Educativo Integral Don Bosco, apoyo de estudio dirigido a los niños y niñas de educación abierta.
- Fundación Valórate, fundación que ayuda a niños en el área de pre-jardín, jardín y estudio dirigido a niños de la ciudad en el área de primaria, con el apoyo de profesionales de la educación y salud.
- Centro de Capacitación de Pesé, fundación que ayuda a jóvenes en riesgo social en el área de cómputo, arte, deporte y otros.
- COIF El Amanecer, orientado al estudio maternal, pre-jardín y jardín de la ciudad.
- Extensión de Estudios IPHER, apoyo a personas a desenvolverse en la vida laboral por medio de cursos a larga distancia y por medio presencial de bachilleres.
- En el corregimiento de Pesé cabecera se encuentra el Colegio José Octavio Huerta Almengor que actualmente cuenta con bachilleres. Antes llamado Colegio Secundario de Pesé, fundado en 1970.